# ハラルド・スロット＝モラー
ハラルド・スロット＝モラー（Harald Slott-Møller、1864年8月17日 - 1937年10月20日）は、デンマークの画家、陶芸家である。デンマークにおける現代美術の先駆者の一人で配偶者となったアグネス・スロット＝モラーとともに、「自由美術展」(Den Frie Udstilling)の設立メンバーとなった。

## 略歴
コペンハーゲンの商人の家に生まれた。デンマーク王立美術院で学んだ後、有名な画家、ペーダー・セヴェリン・クロイヤーに学んだ。クロイヤーに学んでいたアグネス・ランブッシュ(Agnes Rambusch:1862-1937)を教えるようになり、2人は1888年に結婚した。
始め自然主義的なスタイルの絵画を描き、1888年に医師の待合室の貧しい人々を描いた作品をシャーロッテンボー宮殿で開かれる春の展覧会に出展し注目された。この時期、デンマークの文芸評論家のゲーオア・ブランデスが一般の人々の生活を描くことも提唱した「近代の突破」という芸術運動が起こっていたがスロット＝モラーは象徴主義のスタイルで描くこともあった。
1891年にローデ(Johan Rohde)とともに無審査の展覧会、「自由美術展」(Den Frie Udstilling)の創設に関わった。この展覧会はフランスの「落選展」に範をとって、デンマークでの権威あるシャーロッテンボー宮殿の展覧会の保守的な審査に異をとなえようとするものだった。
1900年のパリ万国博覧会の展覧会で銅賞を受賞し、1919年にダンネブロ勲章を受勲した。

## 作品

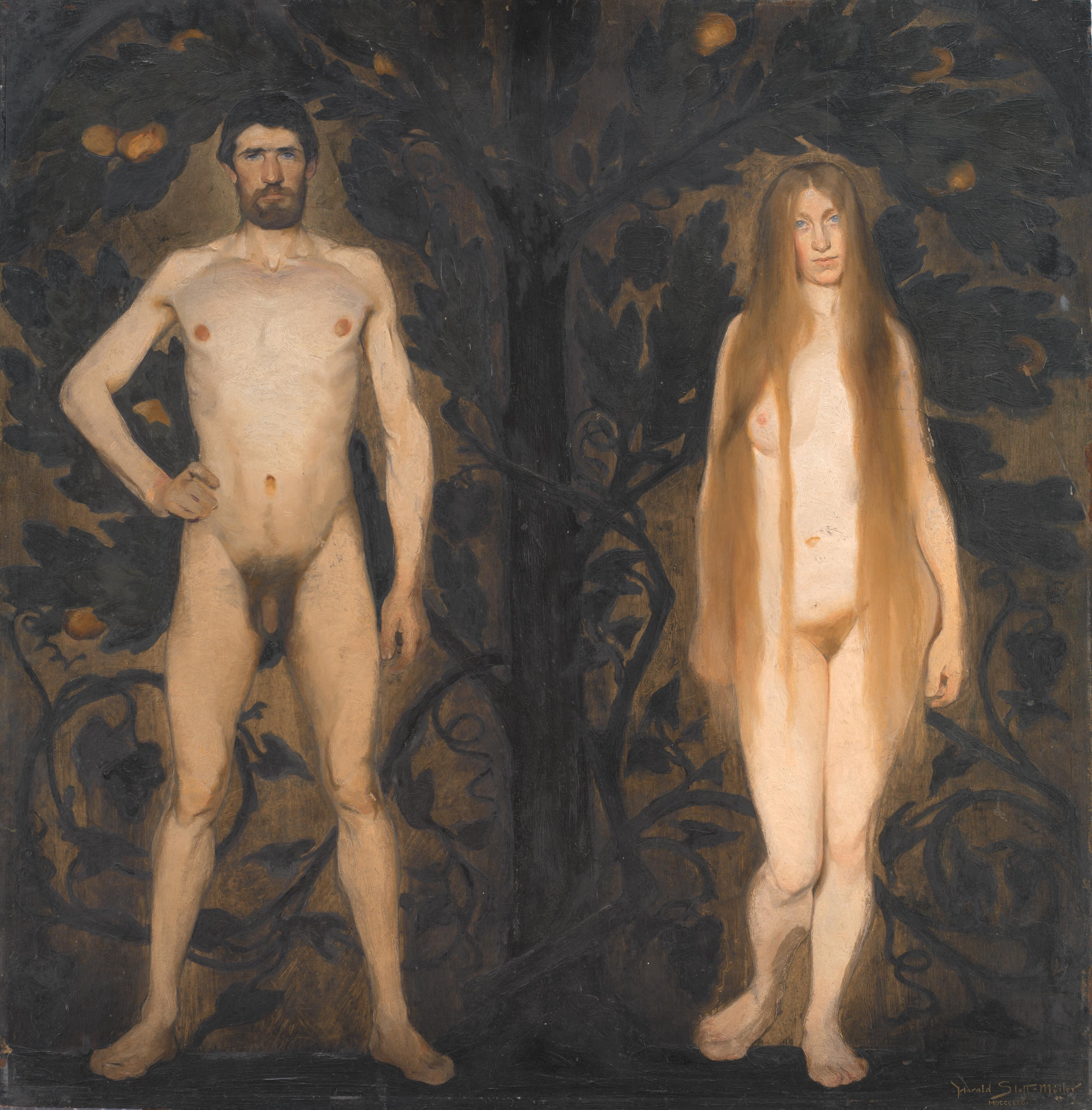
アダムとイブ (1891)
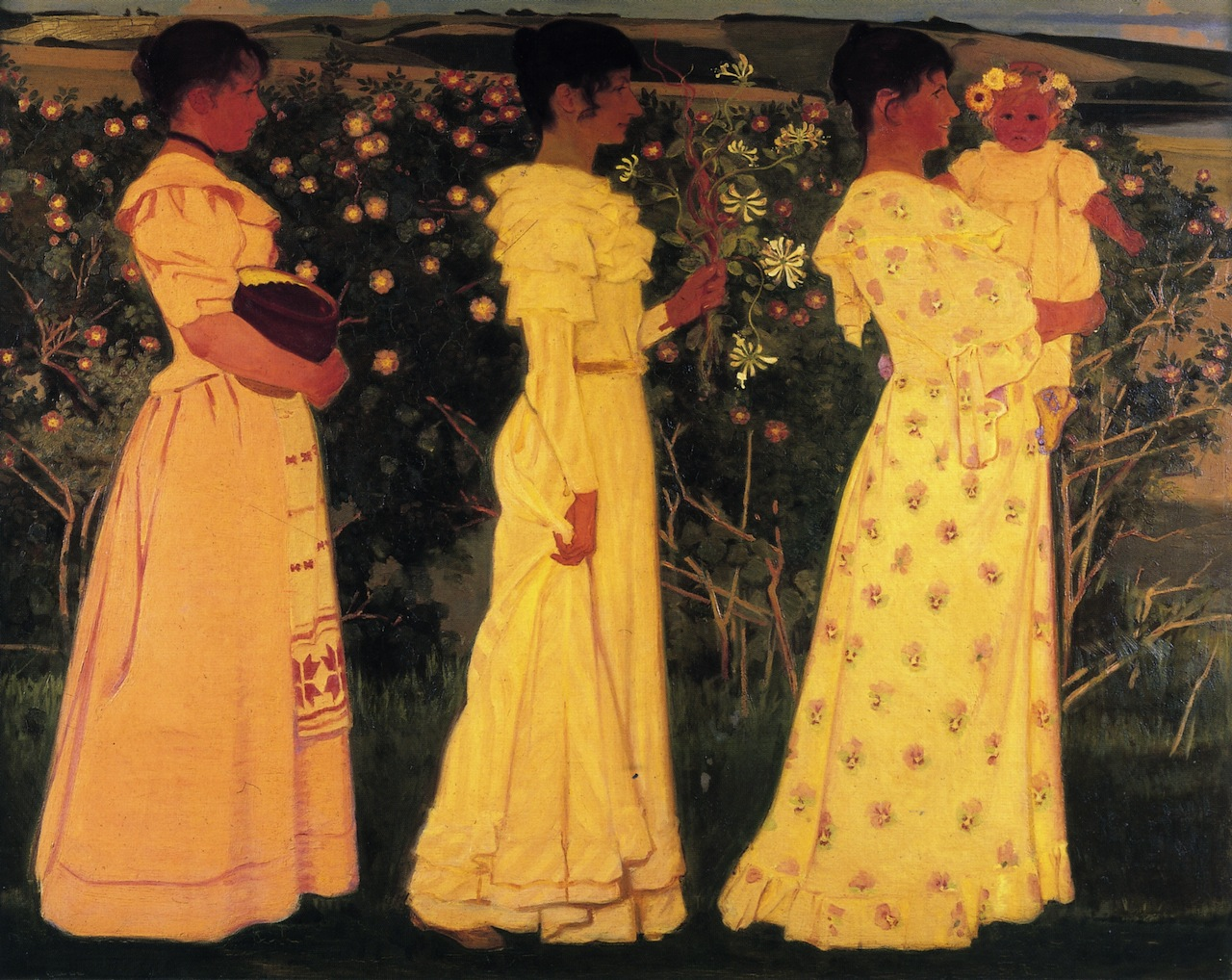
三人の女性 (1895)
水浴びする少女たち (c.1904)

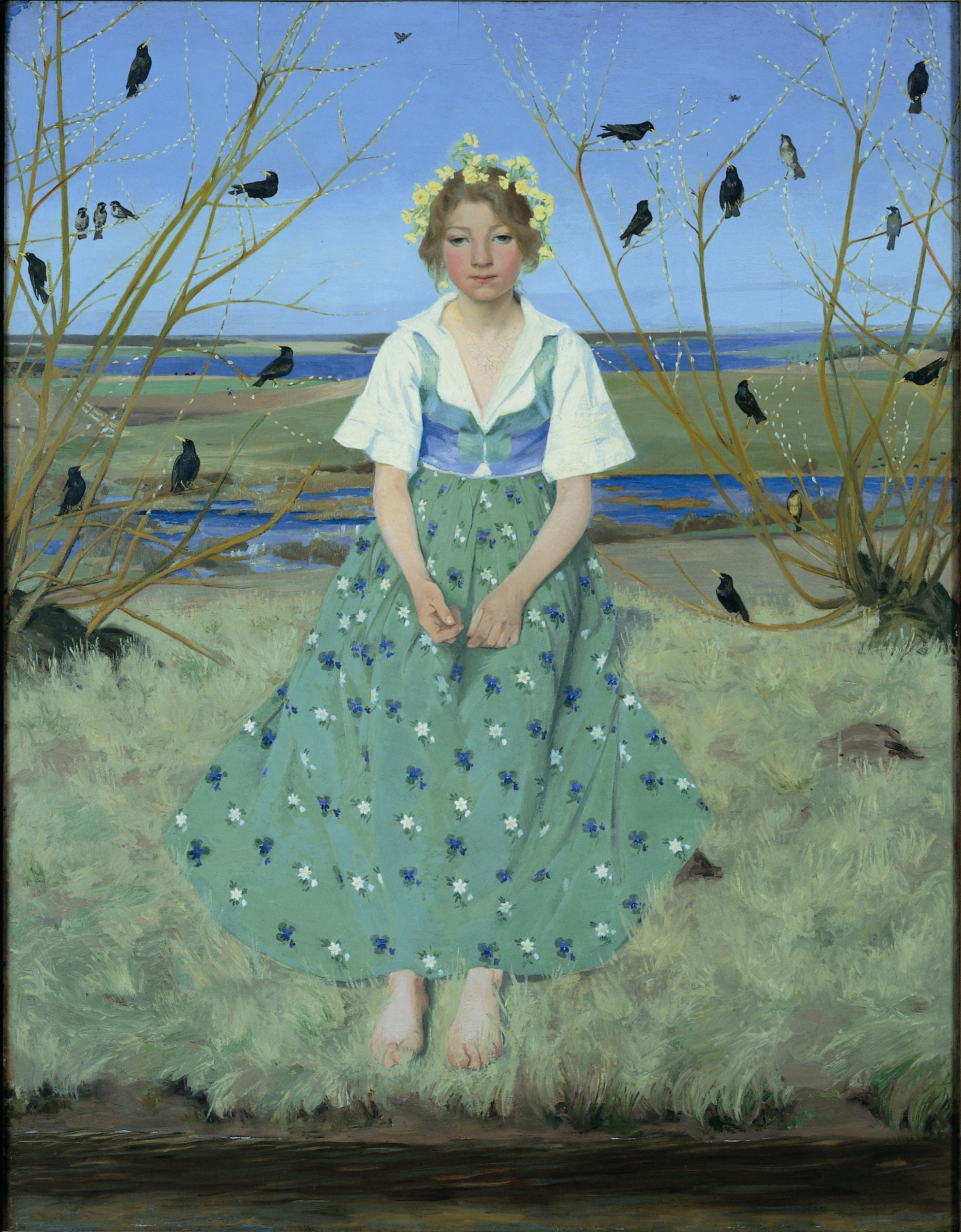
春 (1896)
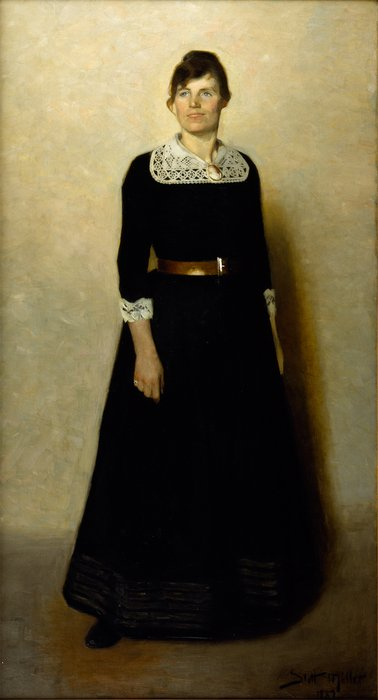
妻の肖像画 (c.1900)
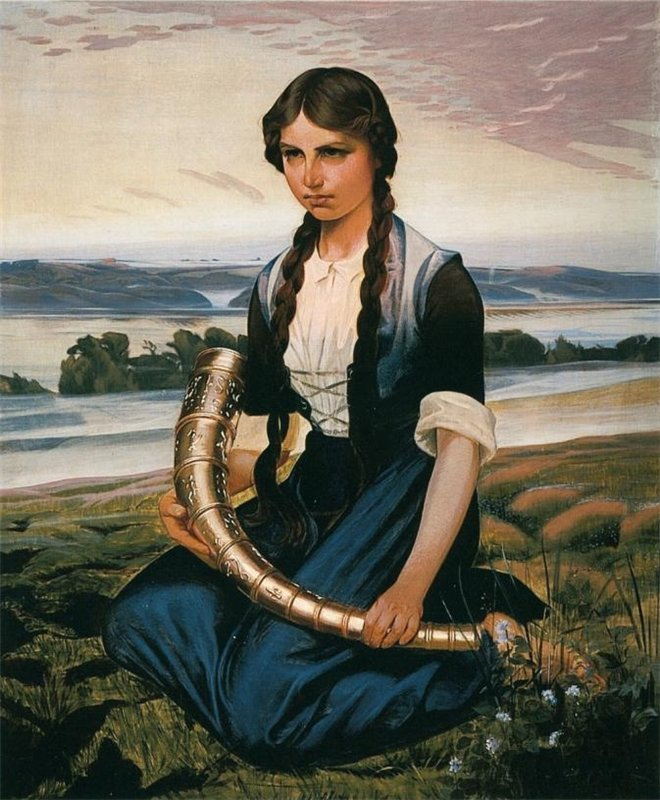
(1906)
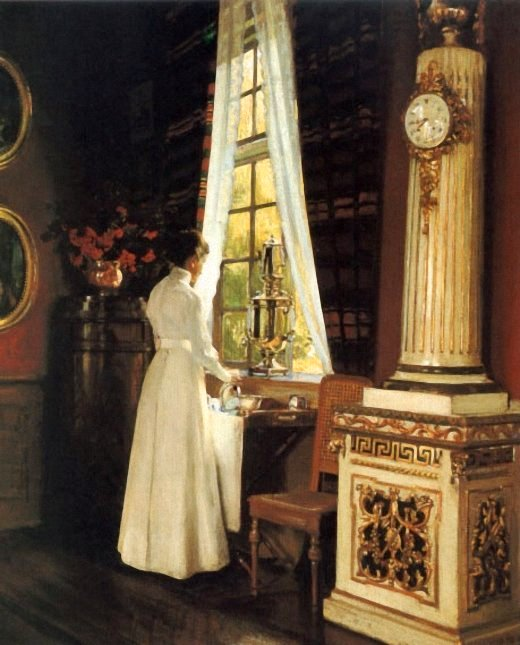
朝のコーヒー (c.1910)